# Sordariaceae
Sordariaceae es una familia de hongos mohos ascomicotos del orden Sordariales. 
La familia incluye el importante organismo modelo Neurospora crassa que se utiliza en investigaciones genéticas. También se incluye al Neurospora sitophila que se utiliza para producir el alimento fermentado oncom de Indonesia. La mayoría de las especies habitan en panes, excrementos o plantas en descomposición.

## Características
Los sordariaceae tienen la ascomata oscura, generalmente ostiolada, y asca cilíndrico. Sus ascosporas son de color marrón o negro a menudo con una vaina gelatinosa o con ornamentos de pared, pero carecen de apéndices gelatinosos.

## Géneros
La familia incluye los siguientes géneros:
- Cainiella
- Copromyces
- Effetia
- Gelasinospora
- Guilliermondia
- Neurospora
- Pseudoneurospora
- Sordaria
- Stellatospora

El género Gelasinospora podría incluirse dentro de Neurospora.